# DB Autozug

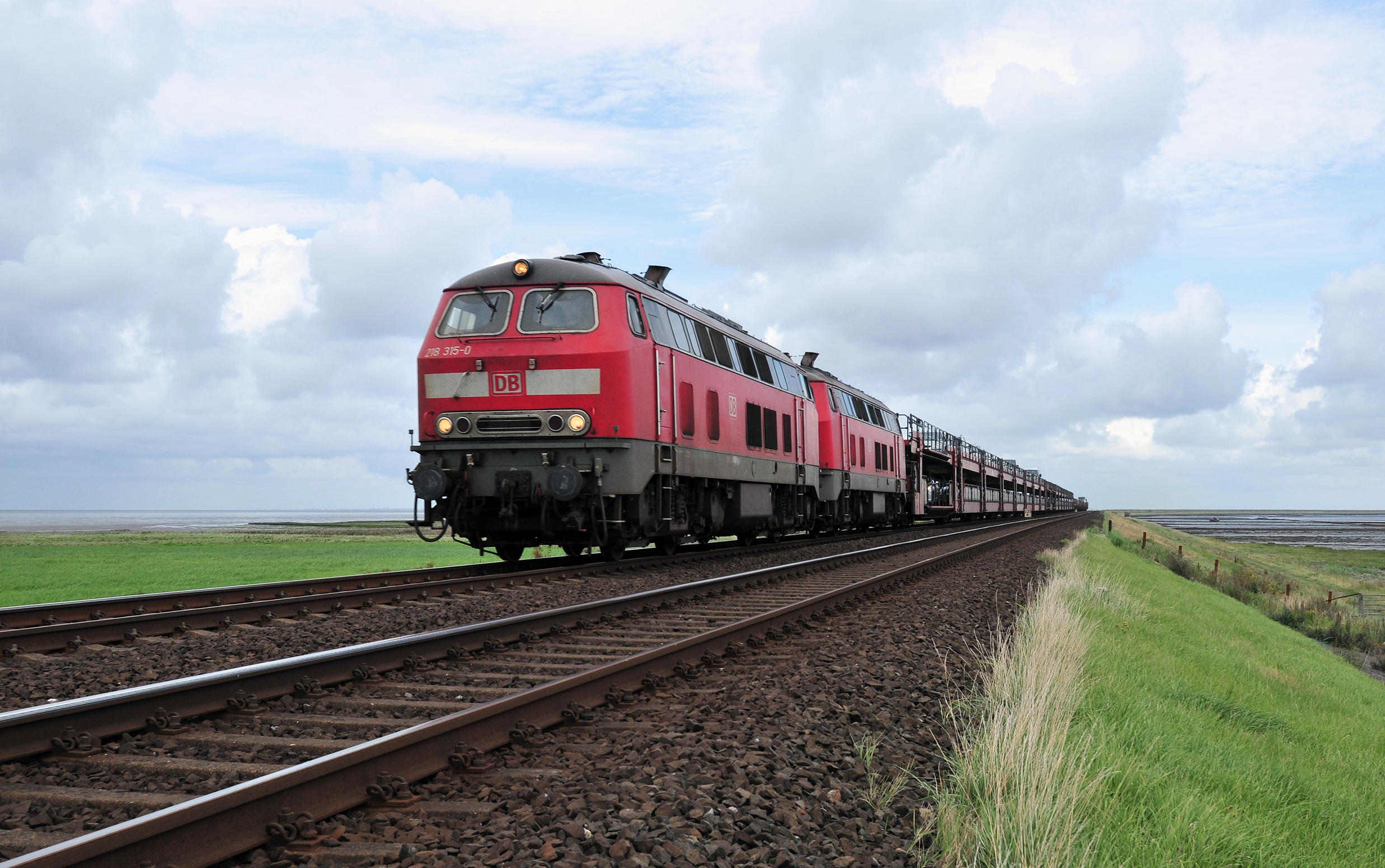
Sylt Shuttle Richtung Westerland am Ende des Hindenburgdamms in Morsum/Sylt

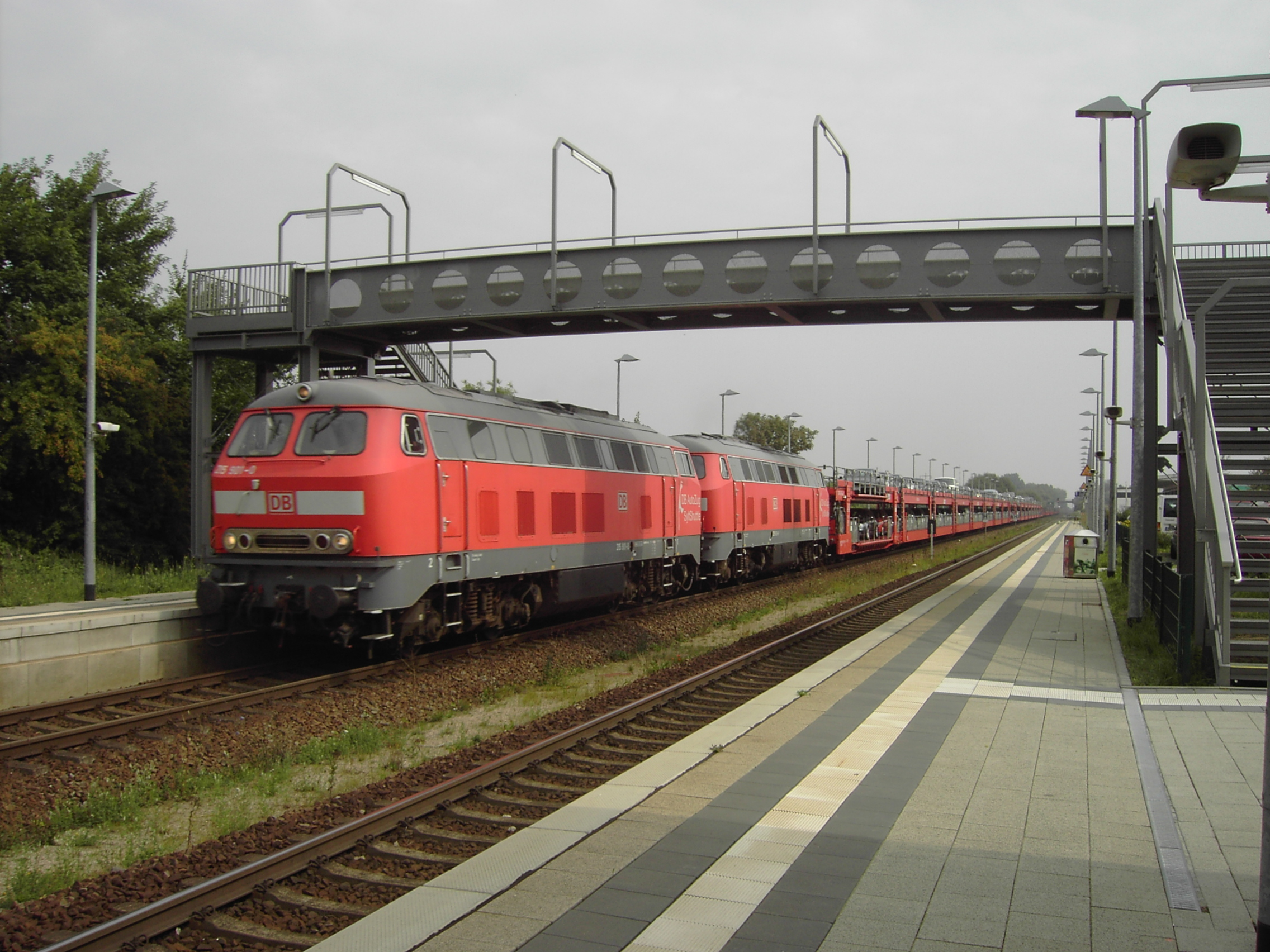
Ein SyltShuttle im Bahnhof Morsum

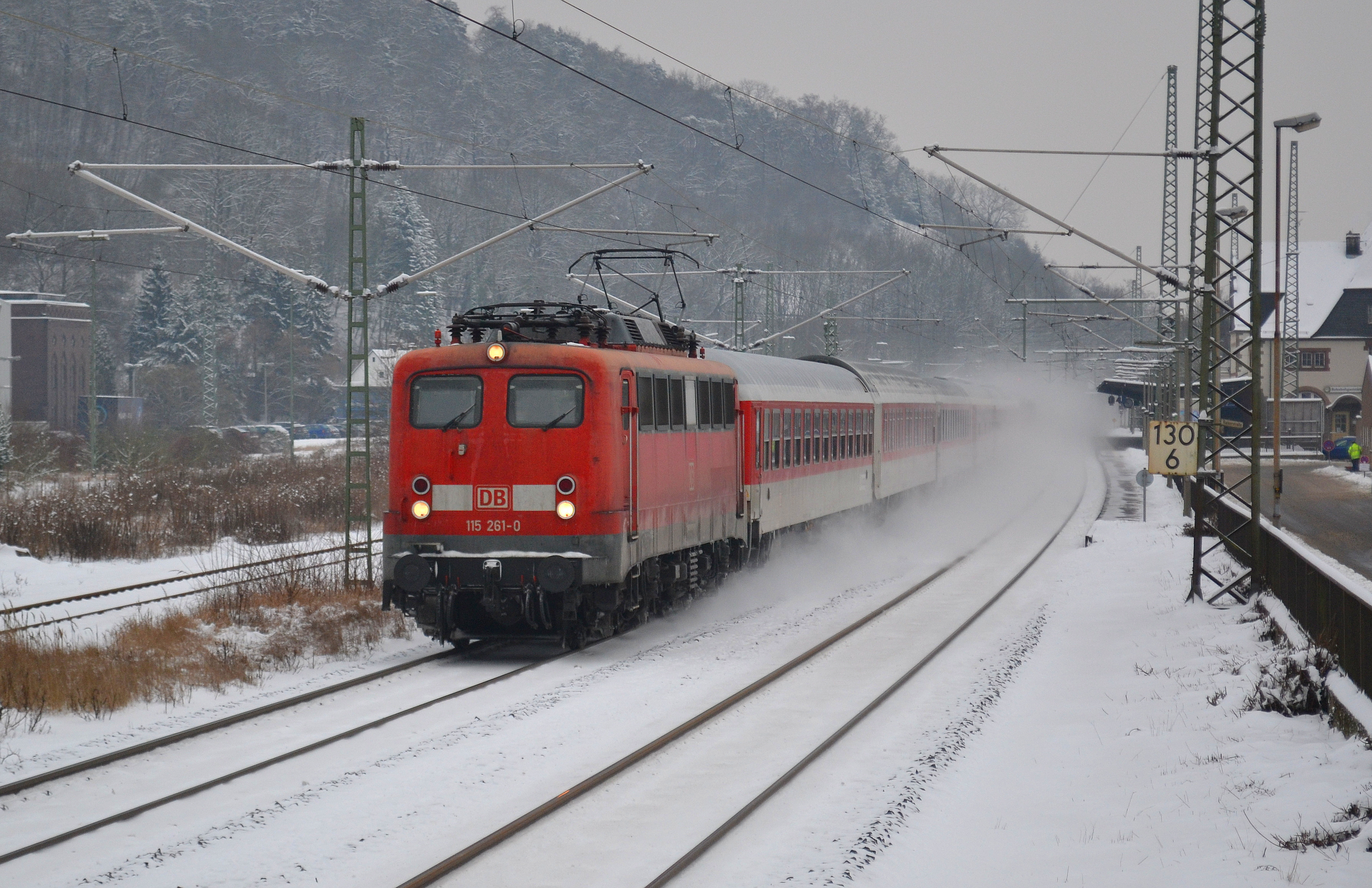
Der AZ 1339 mit der Lok 115 261 auf der Dillstrecke bei Herborn (Januar 2013)

Die DB Autozug GmbH (Eigenschreibweise DB AutoZug) mit Sitz in Dortmund war ein Tochterunternehmen der DB Fernverkehr und vermarktete die Auto- und Nachtreisezüge der DB Mobility Logistics. DB Autozug betrieb ebenfalls die Autozüge Niebüll–Westerland (Syltshuttle) und die Schifffahrt und Inselbahn Wangerooge.
Am 30. September 2013 wurde die Gesellschaft DB Autozug aufgelöst und ging in der DB Fernverkehr AG auf. Die Zuggattungen AZ (Autozug) und CNL (City Night Line) blieben bis Dezember 2016 weiter bestehen und wurden von DB Fernverkehr betrieben.

## Geschichte
Das Autoreisezuggeschäft unter der Marke Autozug steuerte die Gesellschaft bereits seit Anfang des Jahres 1997. Das Unternehmen übernahm zum Fahrplanwechsel am 30. Mai 1999 dazu den gesamten Nachtreiseverkehr der Deutschen Bahn, mit den Marken UrlaubsExpress und DB NachtZug. Seit 2002 bis zur Auflösung 2013 fuhr die DB Autozug ihre Züge als Eisenbahnverkehrsunternehmen in eigener Regie. Am 1. Januar 2003 ist auch die wirtschaftliche Verantwortung der EuroNight- und D-Nacht-Züge auf die DB Autozug übergegangen.
Der DB NachtZug und der UrlaubsExpress traten seit der Fahrplanänderung am 9. Dezember 2007 unter der neuen Marke „City Night Line“ auf. Gleichzeitig wurde das Autozug-Angebot (über die gesamte Fahrplanperiode) von rund 1200 auf etwa 920 Züge verringert. Vier von neun Autozug-Verladestationen wurden geschlossen. Nach Angaben des Unternehmens seien vor allem kurze, unwirtschaftliche Strecken aufgegeben worden. 2007 beförderte das Unternehmen 183.000 Fahrzeuge und erwirtschaftete dabei einen Umsatz von 60 Millionen Euro. Bei Urlaubsreisen mit dem Personenkraftwagen lag der Marktanteil des Unternehmens bei weniger als 0,5 Prozent. Etwa 70 Prozent der Kunden sind Stammkunden, ein Viertel der Kunden waren Rentner. Die Kunden verfügten über ein überdurchschnittliches Einkommen.
Zur Saison 2008 wurde das Angebot weiter reduziert. In Deutschland wurde das Terminal in Troisdorf geschlossen. Bei den Reisezielen sind Livorno (Italien), Fréjus (Frankreich) und Rijeka (Kroatien) entfallen. Der Zug von Hamburg und Hildesheim nach Salzburg wurde nach München verkürzt. In Alessandria (Italien) und Triest (Italien) wurden dagegen neue Terminals in Betrieb genommen.
Zum Fahrplanwechsel 2010 im Dezember 2009 wurden die gemeinsam von Autozug und City Night Line genutzten Talgo-Schlafwagen durch herkömmliches Wagenmaterial der DB Autozug ersetzt.
Die Nachtzüge wurden bis zum 31. Dezember 2009 von der Schwestergesellschaft City Night Line CNL AG mit Sitz in Zürich (Schweiz) betrieben. Zum 1. Januar 2010 wurde der gesamte Geschäftsbetrieb, der den Betrieb von Nachtzügen einschließlich sämtlicher damit verbundenen Aktiven und Passiven umfasst, von der DB Autozug GmbH in Dortmund übernommen. Der Produktname City Night Line blieb erhalten, der Sitz in der Schweiz wurde zu einer Zweigniederlassung.
Zum Winterfahrplan 2012 wurden die Verbindungen nach Bozen, Verona, Triest, Alessandria, Innsbruck, Schwarzach-St. Veith und Avignon ab Berlin-Wannsee eingestellt. Gemäß einem Vorstandsbeschluss wurde die DB Autozug GmbH zum 30. September 2013 aufgelöst und ging in der DB Fernverkehr auf.
Ende 2014 gab die DB Fernverkehr bekannt, aufgrund sinkender Nachfrage und hoher Kosten durch eine anstehende Erneuerung der Fahrzeugflotte keine wirtschaftliche Perspektive für klassische Autoreisezüge zu sehen und deren Betrieb bis 2017 einzustellen. Im Jahr 2013 nutzten 200.000 Fahrgäste die Autozüge, davon 80 Prozent in den Sommermonaten. Das Terminal Hildesheim wurde mit dem Fahrplanwechsel geschlossen. Als Alternative wurde das Produkt „Auto+Zug“ auf den Strecken Berlin–München und Düsseldorf–München erprobt, hierbei erfolgte der Autotransport mittels LKW. Jeder LKW fasste sechs bis sieben PKW.
Zum Fahrplanwechsel im Dezember 2016 wurden die Autozüge der Deutschen Bahn komplett eingestellt. Eine Ausnahme bildet der Sylt Shuttle, der weiterhin verkehrt.

## Autozug-Terminals

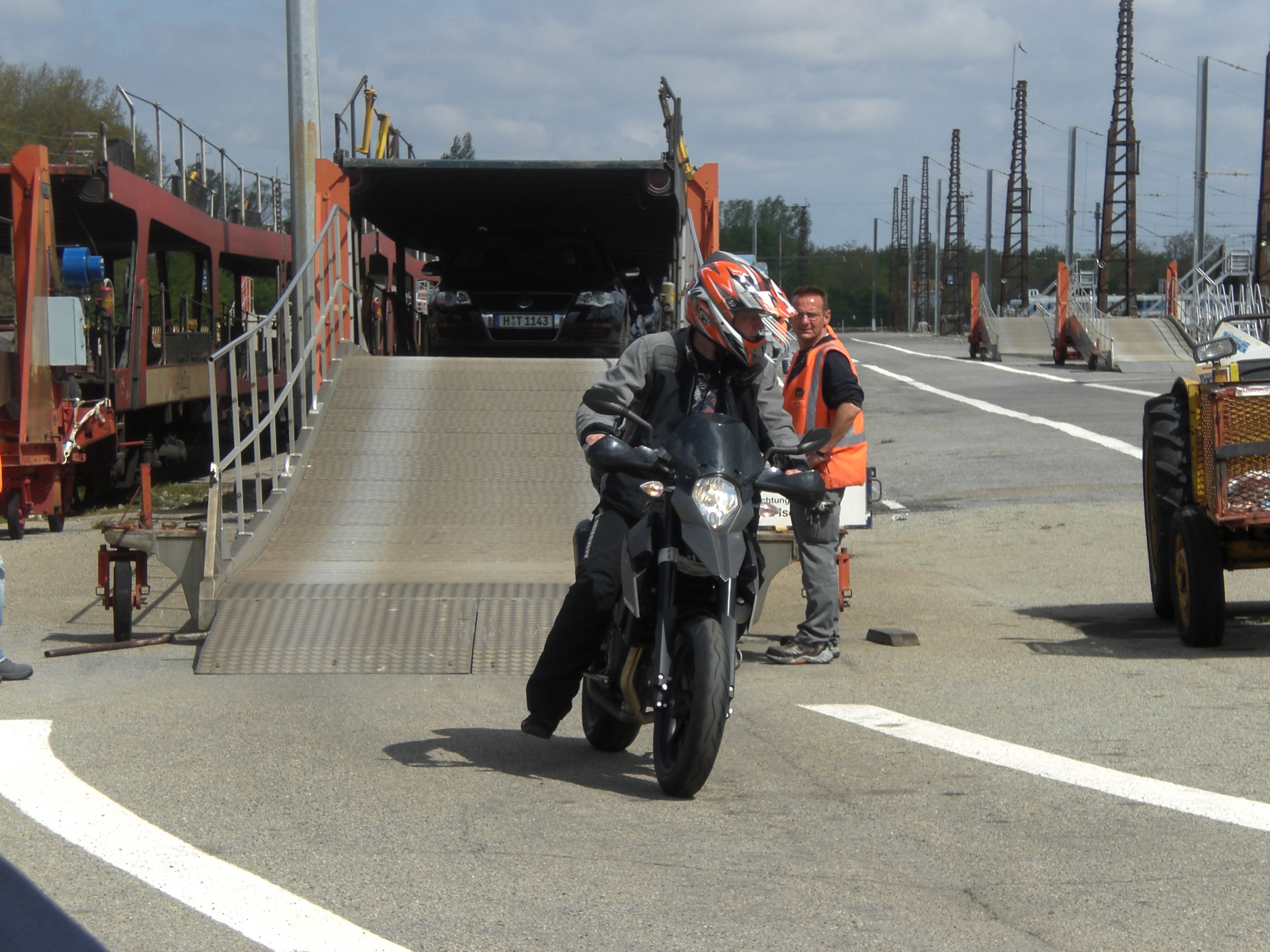
Entladung von Fahrzeugen am Autozug-Terminal in Narbonne

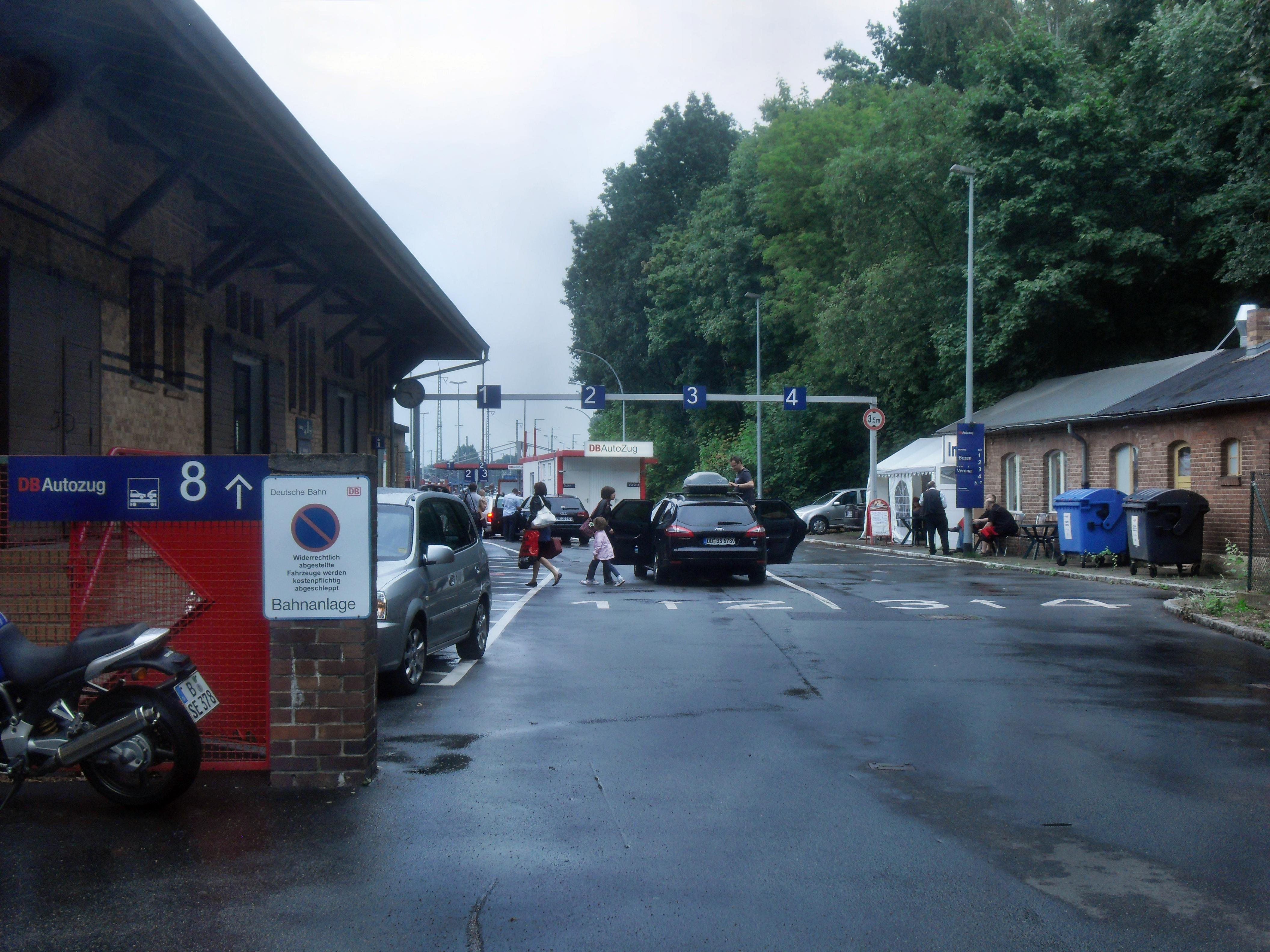
Einfahrt zum Autozug-Terminal in Berlin-Wannsee

Autoreisezüge der DB AutoZug verkehrten innerdeutsch sowie nach Frankreich, Italien und Österreich. In den Autozug-Terminals wurden die Autos ver- und entladen. Die mit Autos beladenen Waggons wurden dann an Personenzüge angehängt. Die folgenden Terminals waren zum Zeitpunkt der Auflösung der DB Autozug in Betrieb:
- Deutschland: Berlin-Wannsee, Düsseldorf, Hamburg-Altona, Lörrach und München Ost (Eigentümer ist die DB Station & Service AG) sowie die beiden Terminals in Niebüll und Westerland (auch für Lkw geeignet), die DB Autozug selbst besaß
- Frankreich: Narbonne
- Italien: Alessandria und Bozen
- Österreich: Innsbruck, Schwarzach, Villach und Wien

Für den Betrieb zwischen Niebüll und Westerland bot DB Autozug den Sylt Shuttle mit für diesen Betrieb gebauten Transportwagen, den „Westerland-Einheiten“ an. Dieses Angebot wird aktuell von der DB Fernverkehr verantwortet.
Im Oktober 2010 hatte die Bundesnetzagentur, die auch die Aufsicht über den Wettbewerb im Bereich der Eisenbahninfrastruktur hat, der DB Autozug aufgegeben, Nutzungsbedingungen für die von ihr betriebenen Verladestationen in Niebüll und Westerland aufzustellen. Diese Nutzungsbedingungen ermöglichen den Wettbewerbern der DB Autozug, die Verladestationen ebenfalls zu nutzen und damit den Hindenburgdamm ebenfalls mit Autozügen zu befahren. Die DB Autozug hatte gegen diese Entscheidung Widerspruch bei der Bundesnetzagentur erhoben und wollte mit dem Eilverfahren beim Verwaltungsgericht erreichen, dass sie bis zur abschließenden gerichtlichen Klärung auf den Verladestationen keinen Wettbewerb zulassen muss. Diesen Eilantrag lehnte das Gericht jedoch ab. Die Autoverladestationen in Niebüll und Westerland seien Serviceeinrichtungen, die auch von Mitbewerbern benutzt werden könnten, entschieden die Richter. Das Gericht hielt die Verfügung für rechtmäßig und sah keine besonderen Interessen der DB Autozug, die ausnahmsweise dazu hätten führen können, der Verfügung nicht sofort Folge leisten zu müssen. Wie der Radiosender NDR 1 Welle Nord am 23. Dezember 2010 berichtet, hat die DB Autozug gegen den Beschluss Beschwerde beim Oberverwaltungsgericht in Münster eingelegt.
Am 20. Januar 2011 entschied das Oberverwaltungsgericht in Münster, dass DB Autozug Bedingungen festlegen muss, wie die Verladeterminals von anderen Anbietern mitgenutzt werden können.
Ehemalige Autoverladestellen 1984/85: Bremen, Hannover, Hagen-Kabel, Holzwickede, Karlsruhe-Durlach, Kassel, Köln-Deutz (Tief), Kornwestheim Pbf, Lindau-Reutin, München Ost, Münster (Westf), Nürnberg-Dutzendteich, Saarbrücken, Siegen-Weidenau, Sonthofen, Würzburg
Ehemalige Autoverladestellen 1999: Augsburg, Baden-Baden, Bad Nauheim, Basel (Lörrach vermtl.), Berlin (Lichtenberg vermtl.), Bonn (Beuel vermtl.) Bremen, Bremerhaven, Cuxhaven, Darmstadt, Dresden, Frankfurt (Main), Freiburg, Garmisch-Partenkirchen, Gießen, Göttingen, Halle (Saale), Hannover, Heidelberg, Karlsruhe (Durlach vermtl.), Kassel, Koblenz, Kreiensen, Leipzig, Löhne, Lübeck, Mainz, Magdeburg, Mannheim, Marburg (a.d.Lahn), München Ost, Neu Isenburg, Nürnberg, Sassnitz (auf Rügen), Stettin, Stuttgart, Travemünde, Wesermünde, Wiesbaden und Würzburg.